# Ванесса чорно-руда
Ванесса чорно-руда (Nymphalis xanthomelas) — вид денних метеликів з родини Сонцевики (Nymphalidae).

## Таксономія
Ванесса чорно-руда — один з 7 видів палеарктичного роду, один з 4 видів роду у фауні України.
Наукова назва виду, xanthomelas, в перекладі означає — «рудо-чорний» (від грец. ξανθός — жовтий, рудий і μέλας — чорний).
Підвиди:
| N. x. xanthomelas                  | — Європа, Кавказ, Сибір, Далекий Схід. |
| N. x. hazara Wyatt & Omoto, 1966   | — Середня Азія.                        |
| N. x. modesta Bryk, 1946           |                                        |
| N. x. mongolica Bryk, 1946         | — Монголія.                            |
| N. x. japonica (Stichel, 1902)     | — Японія, Сахалін, Курильські острови. |
| N. x. formosana (Matsumura, 1925)  | — Китай, Тайвань.                      |
| N. x. anna Krzywicki, 1967         | — Польща.                              |
| N. x. fervescens (Stichel, [1908]) | — Закавказзя, Копетдаг.                |

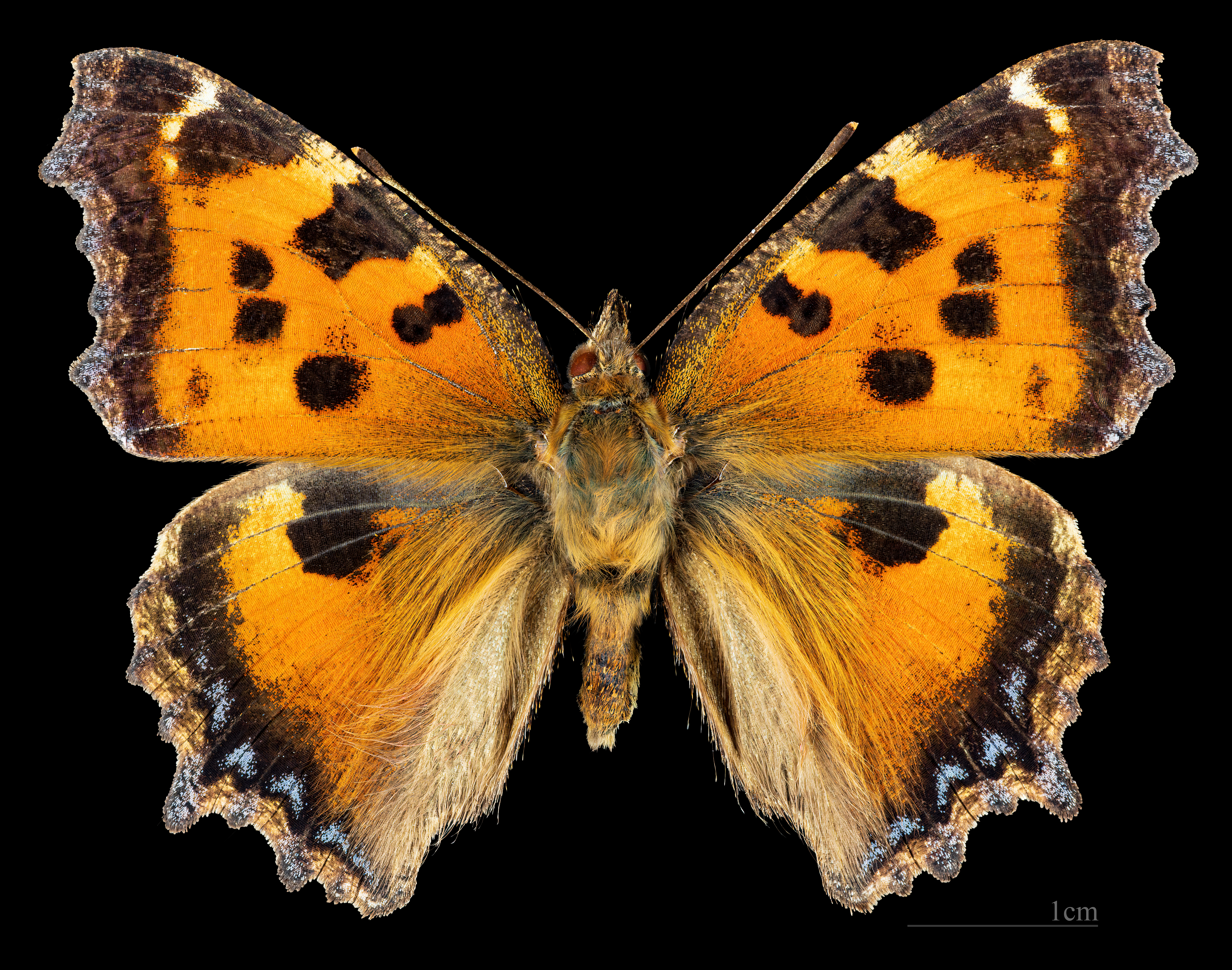
Nymphalis xanthomelas anna  ♂
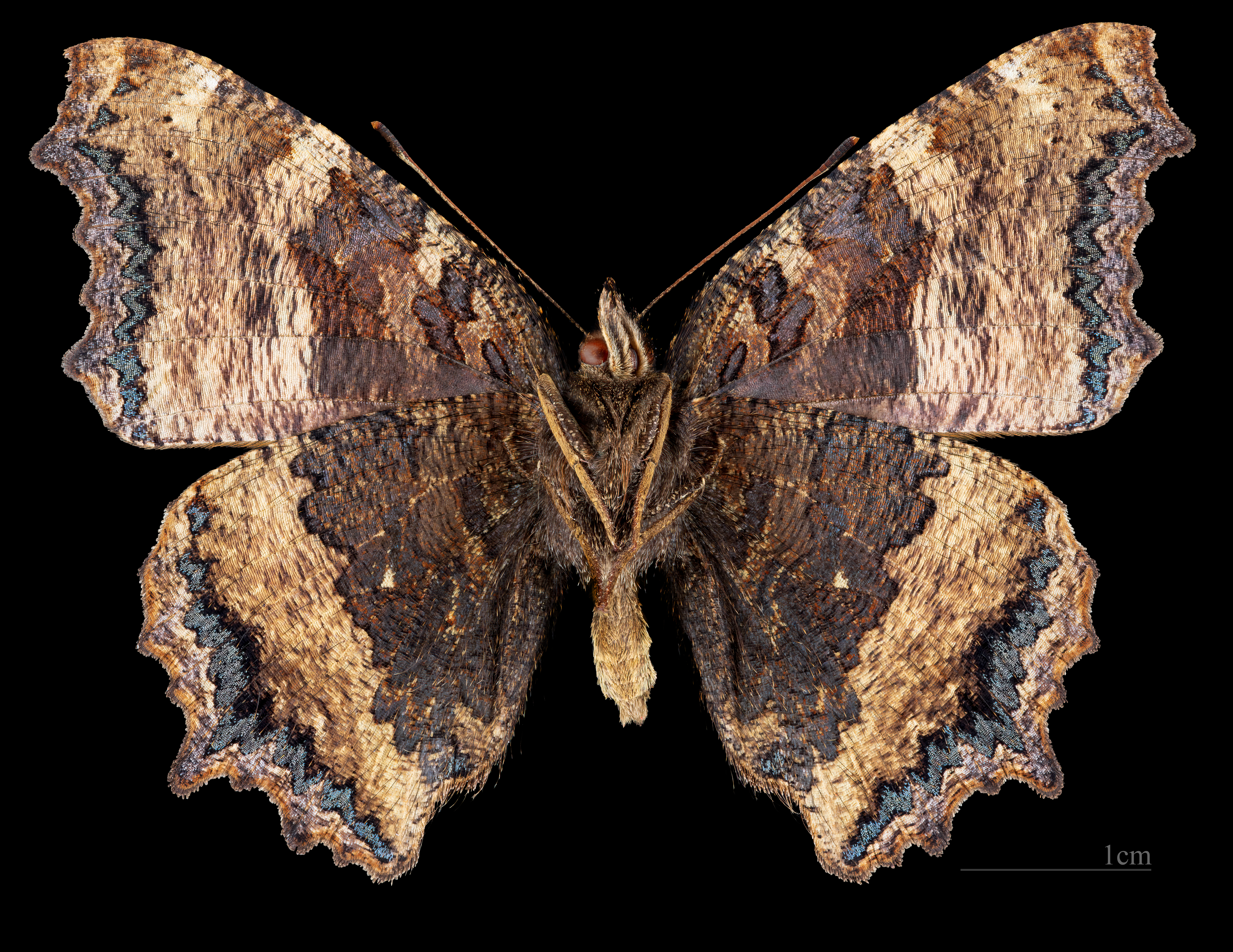
Nymphalis xanthomelas anna  ♂ △

## Поширення та чисельність
Ареал виду охоплює Східну та Північну Європу, лісову зону помірних широт Азії, Кавказ, гірські райони Середньої Азії, Китай, Індію та Японію.
Поодинокі особини зустрічаються майже по всій Україні, за винятком сухостепових районів. Чисельність виду незначна.

## Морфологічні ознаки

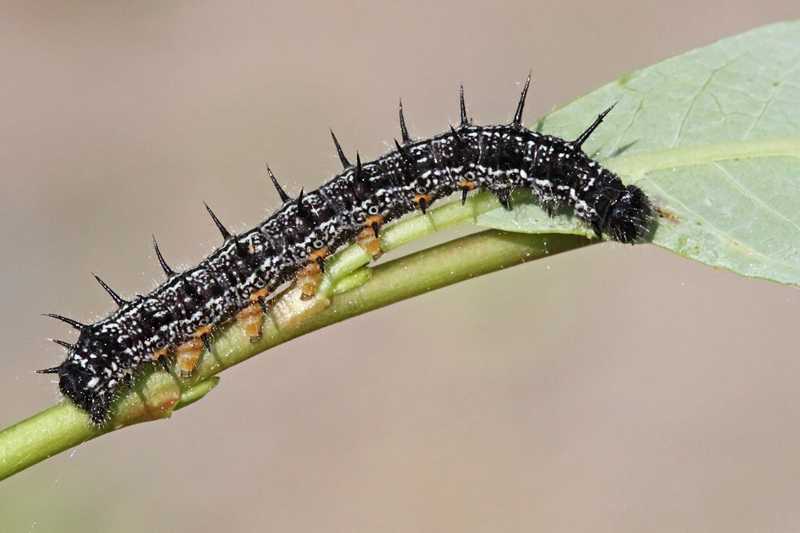
Гусениця

У імаго довжина переднього крила — 27–31 мм. Розмах крил — 63–68 мм.
На вершині передніх крил між субмаргинальною смугою і першою від вершини чорною прикостальною плямою є біла пляма. На задньому крилі зубець довше своєї ширини. У самців вздовж зовнішнього краю заднього крила яскраво-сині плями-півмісяці, у самиць неповна серія жовтих плям-півмісяців. Загальний фон крил зверху яскраво-червоний, знизу — охрово-коричневий. Вусики, голова та груди темно-коричневі, черевце бурого кольору, унизу дуже волохате. Важливою ознакою є жовті ноги.
Гусениця злегка волохата. З третього до останнього сегмента озброєна спинним рядом коротких шипів і трьома бічними рядами довгих жорстких розгалужених шипів. Колір тіла гусені темно-коричневий, майже чорний. На спині дві тонкі жовтувато-білі лінії, з боків по однієї подібної лінії. Тіло поцятковано численними неправильної форми білими або жовтими крапками. Голова та шипи чорні.
Лялечка сіро-коричнева, іноді фіолетова.

## Особливості біології
Місцем перебування виду є листяні та мішані ліси, особливо вздовж річок, а також захисні лісосмуги, парки, сади.
Дає одну генерацію на рік. Літ імаго з липня по жовтень. Після зимової сплячки, яка проходить в дуплах, на горищах, стріхах і підвалах, літ продовжується з квітня по червень.
Гусениці з'являються у травні-червні групами у гніздах на гілках деяких видів верби та осики. Розвиток лялечок триває близько 12 діб. Висить лялечка на гілках кормових рослин.

## Заходи охорони
Причиною зміни чисельності є порушення місць перебування виду — вирубування та зміна структури природних листяних лісів. Заходи охорони в Україні не здійснювалися.
У 2-му виданні Червоної книги України (1994) вид мав природоохоронний статус — 3 категорія. У 2009 році ванесса чорно-руда була виключена з Червоної книги України.
Вид Nymphalis xanthomelas включений до Європейського Червоного списку (англ. European Red List of Butterflies) з природоохоронною категорією  LC  (Least Concern) — Найменший ризик.